# Bartek Papierz
Bartek Papierz, właśc. Bartłomiej Papierz (ur. 5 września 1975 w Łodzi) – polski gitarzysta, muzyk sesyjny, producent muzyczny.
Obecnie członek zespołu w projekcie „Muzyczne Twarze Jacka Kawalca”. Aktywnie realizujący się jako muzyk sesyjny. Wykładowca warsztatów muzycznych (m.in. w Muzycznej Owczarni w Jaworkach, Końskich).

## Dyskografia
- 1999: 3 (Ich Troje)
- 2004:
  - Jazzga-Live (Pilichowski Band)
  - Hania Stach (Hania Stach)
- 2008:
  - Electric Live at Art.Bem (Pilichowski Band, płyta CD i DVD)
  - Live Satyrblues Festival (Pilichowski Band, płyta CD i DVD, koncert z trasy electric live)
- 2016: Dotykaj (Rezerwat)